# Sołyhy
Sołyhy (ukr. Солиги) – wieś na Ukrainie, w rejonie jaworowskim obwodu lwowskiego.

## Historia
Dawniej grupa domów wsi Szkło w powiecie jaworowskim.